# Densité basale
La densité basale ou infradensité est le rapport de la masse de l'échantillon anhydre et de son volume de l'état de saturation. Le terme est utilisé dans l'industrie du bois, et fait partie des mesures définissant les principales propriétés physiques et mécaniques d'un bois donné. L'infradensité du peuplier se situe vers 0,30 et celle de Quercus robur vers 0,7.